# 喬治王子縣 (維吉尼亞州)
喬治王子縣（英語：Prince George County）是美國維吉尼亞州中部的一個縣，北界詹姆斯河。面積730平方公里。根據美國2000年人口普查估計，共有人口33,047人。縣治喬治王子 (Prince George)。
成立於1702年。縣名紀念安妮公主的丈夫、丹麥王子喬治 (Prince George of Denmark and Norway, Duke of Cumberland, Earl of Kendall, and Baron Workingham)。